# Patagônia argentina

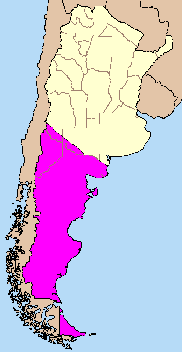
Localização da Patagônia argentina.

A Patagônia argentina é uma região geográfica da Argentina formada pelas províncias de Rio Negro, Neuquén, Chubut, Santa Cruz e Terra do Fogo.
Planalto localizado no sul do país predominantemente frio e úmido. Paisagem composta por florestas, geleiras e lagos.
O significado para Patagônia é Pé Grande, devido aos nativos que foram descritos por Fernão de Magalhães como gigantes. "Em seu registro, o cronista conta que avistou um gigante cantando e dançando na praia. Como ele parecia amigável, a tripulação achou que não haveria problemas em estabelecer contato com ele da mesma maneira. De fato, o gigante não ofereceu qualquer ameaça aos portugueses. Conversando através de uma espécie de língua de sinais, os viajantes entenderam que o gigante acreditava que eles haviam sido enviados do céu."
A região vem se destacando no contexto mundial pelos ricos vinhos ali produzidos, em especial aqueles produzidos com a varietal Malbec.